# Lędziny Lo
Lędziny Lo – nieczynny przystanek kolejowy w Lędzinach, w województwie śląskim, w Polsce.